# Gare du Nord (Basel)

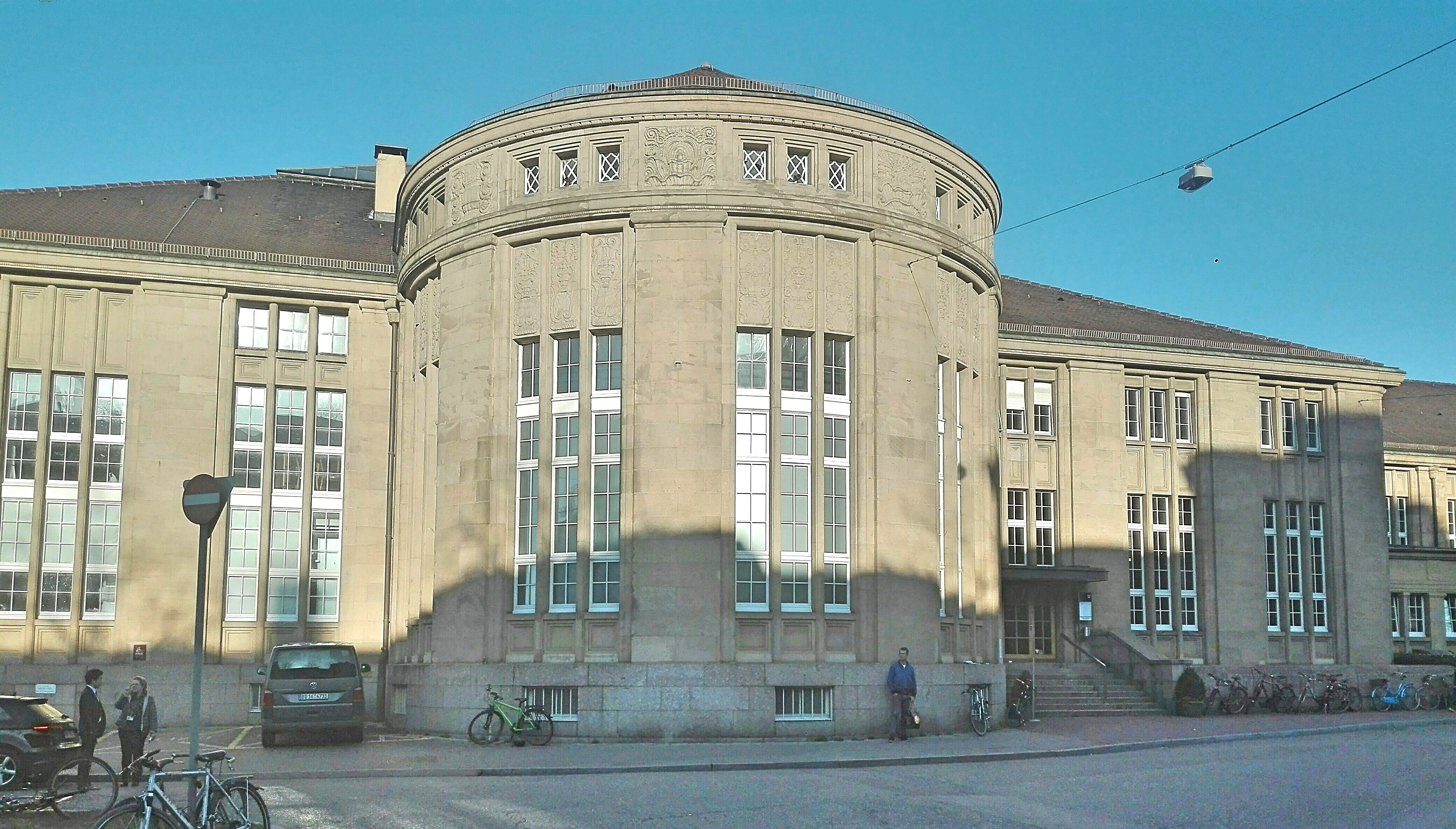
Strassenseite des Gare du Nord

Gare du Nord, der «Bahnhof für Neue Musik» mit Sitz im Basler Badischen Bahnhof ist Spielort für die zeitgenössische Musikszene der Schweiz, der Dreiländer-Region (Basel, Freiburg im Breisgau, Strasbourg) und über die Grenzen hinaus.
Als «Bahnhof für Neue Musik» bildet er eine Plattform für Komponisten, Interpreten und Ensembles der zeitgenössischen Musikszene. Situiert in den geschichtsträchtigen Räumen des ehemaligen Bahnhofbuffets in Basel hat sich der Spielort seit der ersten Saison im Jahr 2002 im Basler Kulturleben positioniert und ist zur Begegnungsstätte für Neue Musik und ihr Publikum geworden. Als Musikbahnhof, Barbetrieb und Treffpunkt lädt Gare du Nord zu sparten- und grenzüberschreitender Zusammenarbeit ein und will gleichsam ein Ort des Aufbruchs wie des Aufenthalts sein.

## Programm
Das Programm umfasst ein breites Spektrum der zeitgenössischen Musik des 20. und 21. Jahrhunderts, von Kammermusik über elektronische Musik bis hin zu anspruchsvollem Jazz. In rund 100 Veranstaltungen pro Saison präsentiert Gare du Nord komponierte und improvisierte Musik in Form von Konzerten, Klanginstallationen und Musiktheater.
Neben einer Vielzahl von einzelnen Produktionen strukturieren Reihen den Spielplan: Das «Ensemble Phœnix Basel» unter der musikalischen Leitung von Jürg Henneberger ist mit drei bis vier Konzertprogrammen pro Saison und einem eigenen Proberaum «ensemble in residence» des Gare du Nord. Die Reihe «Nachtstrom» der Musik-Akademie Basel lädt regelmässig Gäste aus dem In- und Ausland ein und gibt Studierenden und Absolventen des Elektronischen Studios eine Möglichkeit ihre Werke zu präsentieren. In der Reihe «Dialog» führt Marcus Weiss jeweils ein Gespräch mit einem Musiker. Wiederkehrende Gäste im Gare du Nord sind das «Mondrian Ensemble Basel» und die «camerata variabile». Die IGNM Basel und die Swiss Chamber Concerts bieten mehrmals pro Saison verschiedene Formationen mit unterschiedlichen Programmschwerpunkten auf.

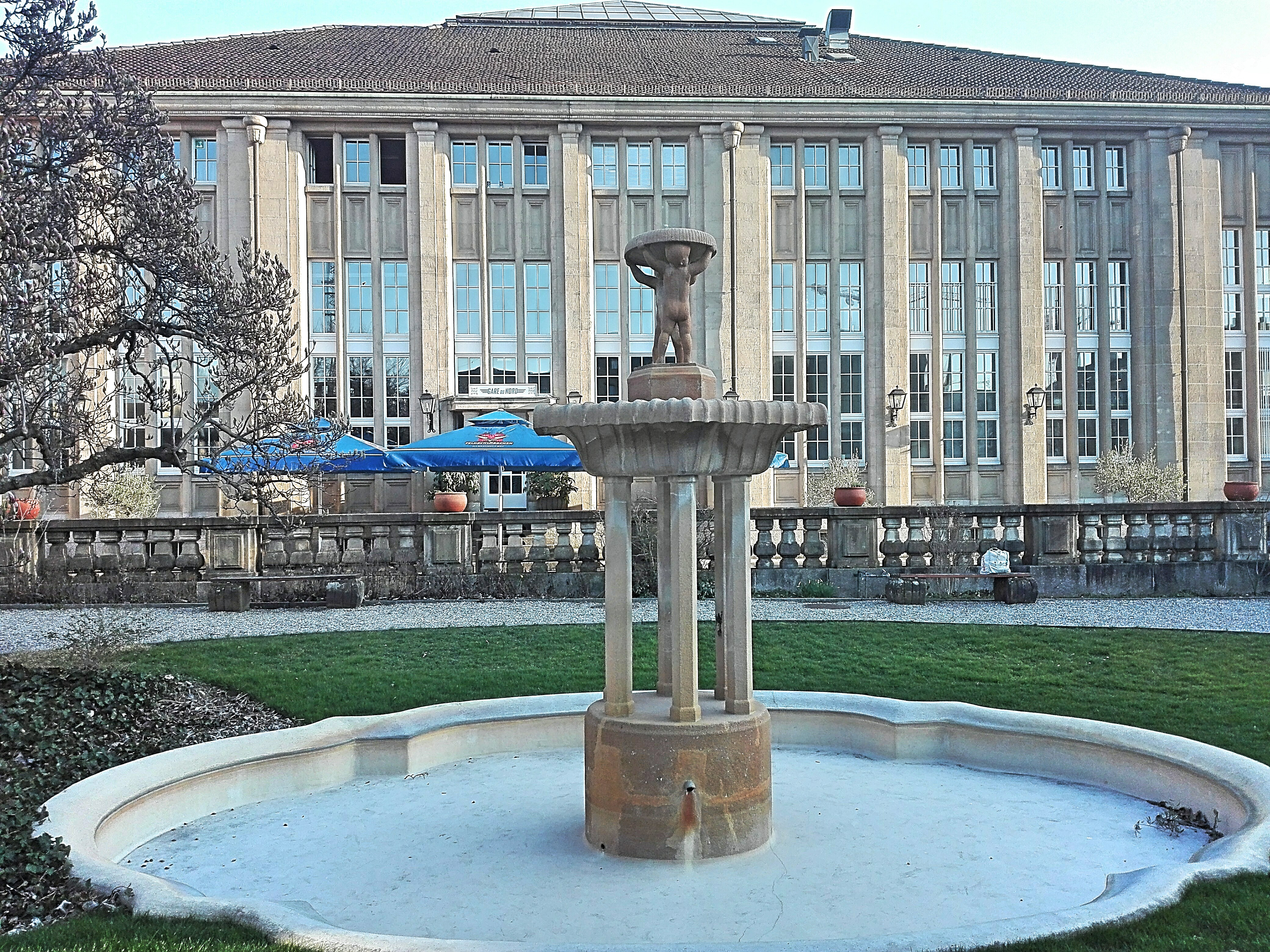
Langseite des Gare du Nord

Seit 2004 gibt es mit dem gare des enfants einen eigenen Programmbereich  für Kinder und Jugendliche. Unter der künstlerischen Leitung von Sylwia Zytynska bietet er eine Reihe von experimentellen Theaterstücken und Workshops, in denen Kinder häufig auch mitmachen können.
Die Bar du Nord besteht im ehemaligen Zweitklassbuffet des Badischen Bahnhofs.

## Auszeichnungen
- 2019: Integrationspreis der «Stiftung Apfelbaum»